# Stödköp
Stödköp innebär att man gör ett köp för att höja priset på en tillgång, eller att stödja säljaren.
Stödköp förekommer på finansmarknader för att höja kursen eller minska kursfall på valuta eller aktier. Stödköp kan också betraktas som en form av välgörenhet om man till exempel köper rättvisemärkta produkter.